# DG-1000
De DG-1000 is een tweezits-zweefvliegtuig van de firma DG Flugzeugbau uit Duitsland. Zij is ontwikkeld uit de DG-505.
De DG-1000 bezit een intrekbaar hoofdwiel. In Nederland zijn enkele clubs die de DG1000 gebruiken waaronder Vliegclub Hoogeveen, Vliegclub Haamstede, ZC Flevo, Friese Aero Club, Gooise Zweefvliegclub, ZCNOP en de Nijmeegse Aeroclub.

## Versies
Er zijn vier versies:
- DG-1000S, de standaarduitvoering met 20 meter spanwijdte. Bedoeld om overlandvluchten mee te maken.
- DG-1000S-18/20m is de versie waarbij de spanwijdte 18 meter is, maar waarbij de mogelijkheid bestaat om de spanwijdte uit te breiden naar 20 meter door vleugelopzetstukken
- DG-1000S Club, is de clubversie met 18 meter spanwijdte, zonder de mogelijkheid deze uit te breiden naar 20 meter. Deze versie is goedkoper dan de DG-1000S, en daardoor meer geschikt voor vliegclubs.
- DG-1000T heeft een klapmotor van 30 pk in de romp